# Günter Hartkopf

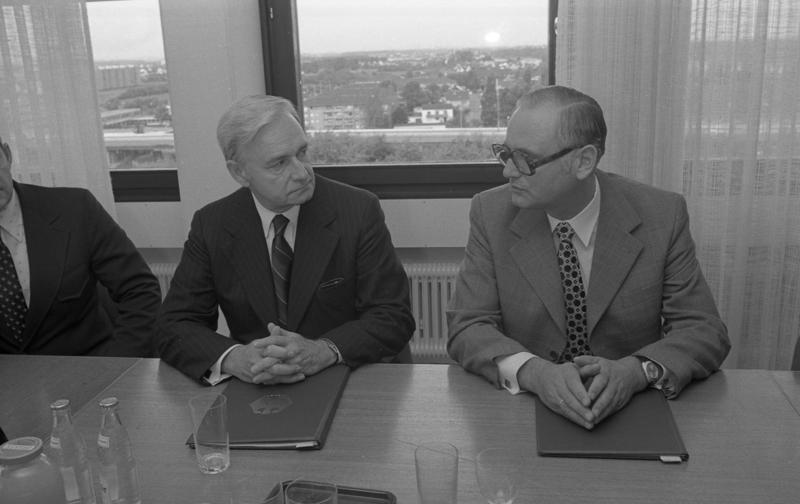
Günter Hartkopf (rechts)

Günter Hartkopf (* 1. Juni 1923 in Elberfeld; † 19. September 1989 in Salers, Frankreich) war ein deutscher Jurist und beamteter Staatssekretär.

## Leben
Günter Hartkopf wuchs in Elberfeld auf. Nach dem Abitur an der Höheren Schule in Düsseldorf im Jahre 1941, ging Hartkopf zur Kriegsmarine und wurde schließlich Oberstleutnant sowie Batteriechef. Nach Ende des Zweiten Weltkrieges begann er mit dem Studium der Rechtswissenschaft an der Georg-August-Universität Göttingen und schloss dieses im Jahre 1949 ab. Anschließend war Hartkopf bis 1952 im juristischen Vorbereitungsdienst.
Zwischen 1953 und 1957 war er als Regierungsrat beim Finanzministerium des Landes Nordrhein-Westfalen beschäftigt und war 1962/1963 Leiter des Ministerbüros. Danach wurde er Senatsdirektor bei der Berliner Senatsverwaltung für Bundesangelegenheiten in Bonn. Unter Hans-Dietrich Genscher kam er im Oktober 1969 zum Bundesministerium des Innern und wurde zum beamteten Staatssekretär berufen. Dabei war Hartkopf unter anderem für den Umweltschutz zuständig, was sein ökologisches Engagement widerspiegelte und wodurch er bekannt wurde. Während seiner Amtszeit bekam er 1975 und 1979 den Posten des Innenministers von Nordrhein-Westfalen angeboten, welchen Hartkopf beidesmal ablehnte. Im April 1983 schied Günter Hartkopf auf eigenes Bestreben hin und nach knapp 14 Dienstjahren aus dem Amt. Sein Nachfolger als beamteter Staatssekretär wurde Franz Kroppenstedt.
Seit 1958 war Hartkopf Mitglied der FDP. Er erhielt das Große Bundesverdienstkreuz mit Stern und Schulterband.

## Privates
Sein Vater war Zolloberinspektor. Günter Hartkopf war seit 1946 verheiratet. Er war 1965 Gründungsmitglied des Lions Clubs in Bonn-Bad Godesberg und wohnte bis in die 1970er Jahre in Düsseldorf. Er starb auf einer Urlaubsreise in der französischen Naturregion Xaintrie.

## Einzelbelege
1. ↑  Mitgliederverzeichnis, herausgegeben von Lions International Gesamt-District 111, Stand 1. Juni 1976

| Personendaten    | Personendaten                                          |
| ---------------- | ------------------------------------------------------ |
| NAME             | Hartkopf, Günter                                       |
| KURZBESCHREIBUNG | deutscher Jurist; beamteter Staatssekretär (1969–1983) |
| GEBURTSDATUM     | 1. Juni 1923                                           |
| GEBURTSORT       | Elberfeld                                              |
| STERBEDATUM      | 19. September 1989                                     |
| STERBEORT        | Salers, Frankreich                                     |